# Скосырское сельское поселение
Скосырское сельское поселение — муниципальное образование в Тацинском районе Ростовской области.
Административный центр поселения — станица Скосырская.

## География
Площадь территории муниципального образование составляет 27 736 кв. км.

## История
Датой основания станицы Скосырской (которая ныне является административным центром Скосырского сельского поселения) считается 11 июля 1782 года. Станица расположена на левом берегу реки Быстрой. Первоначально возникла как хутор на свободных (не казачьих) землях в Донецком округе Области Войска Донского. Владельцем здешних земель был казак, полковник, ветеран войн с крымчанами и турками Скасырсков Иван Петрович.
Скасырков лично способствовал постройке Крестовоздвиженской церкви в хуторе. 2 октября 1795 там впервые началась служба, а сам Иван Петрович до своей церкви был в ней церковнослужителем.
Поселение разрасталась быстрыми темпами. В 1859 году оно называлось Скасырско-Быстрянская слобода (второе слово относит к названию реки, на которой она расположена). Слобода насчитывала 220 дворов и около полутора тысяч жителей. Ежегодно в августе здесь проводилась ярмарка.
В 1863 году название упростилось и в таком же виде известно по сей день ― Скасырская. Вокруг слободы стали возникать новые поселения, для которых она стала волостным центром.
В 1934—1937 годах район входил в Северо-Донской округ в составе Азово-Черноморского края. 13 сентября 1937 года Скосырский район (с центром в станице Скосырская) вошёл в состав Ростовской области.

## Административное устройство
В состав Скосырского сельского поселения входят:
- станица Скосырская;
- хутор Алифанов;
- хутор Борисовка;
- хутор Заливной;
- хутор Захаро-Обливский;
- хутор Кащеевка;
- хутор Крюков;
- хутор Михайловка;
- хутор Надежевка;
- хутор Пролетарский.

## Население
| 2010  | 2012  | 2013  | 2014  | 2015  | 2016  | 2017  |
| ----- | ----- | ----- | ----- | ----- | ----- | ----- |
| 2826  | ↘2771 | ↘2734 | ↘2683 | ↘2663 | ↘2589 | ↘2546 |
| 2018  | 2019  | 2020  | 2021  |       |       |       |
| ↘2510 | ↘2485 | ↘2460 | ↘2440 |       |       |       |